# Złota (dopływ Sanu koło Kuryłówki i Łazowa)
Złota – rzeka, prawobrzeżny dopływ Sanu o długości ok. 23,3 km i powierzchni zlewni ok. 100,5 km².
Źródła ma w województwie lubelskim, a na znacznej swej długości płynie wzdłuż granicy województwa lubelskiego i podkarpackiego. Przepływa m.in. przez miejscowości: Zagródki, Wólka Łamana, Kulno, Łazów i Kuryłówka.